# Xã South Valley, Quận Rolette, Bắc Dakota
Xã South Valley (tiếng Anh: South Valley Township) là một xã thuộc quận Rolette, tiểu bang Bắc Dakota, Hoa Kỳ. Năm 2010, dân số của xã này là 31 người.